# България на летните олимпийски игри 2012
България участва на летните олимпийски игри в Лондон през 2012 г. с 63-ма спортисти. Гимнастикът Йордан Йовчев е избран за знаменосец на церемонията по откриването. 
В „Парада на спортистите“ по време на церемонията по откриването участват 20 от 63-мата състезатели и един треньор, тъй като организаторите не дават право на всички спортисти от една страна да участват, скъсявайки церемонията по този начин. 
За знаменосец по време на церемонията по закриването е избрана Станка Златева. 
63-мата спортисти участват в 16 спорта. Това е най-слабото участие на България на летни олимпийски игри след Олимпиадата в Хелзинки през 1952 г. Страната печели един сребърен и един бронзов медал.  Премиерът Бойко Борисов коментира представянето по следния начин: „Въпреки всичко аз лично съм много доволен от представянето на българските отбори“, а министърът на физическото възпитание и спорта Свилен Нейков така: „Не мога да кажа, че представянето ни на Олимпиадата е разочарование … двата медала са успех“. Председателят на БОК Стефка Костадинова коментира представянето по следния начин: „В никакъв случай не сме щастливи от това, че имаме два медала. За мен това въобще не е постижение“. 

## Медалисти
- Станка Златева – сребърен медал – борба свободен стил, категория до 72 кг.
- Милка Манева – сребърен медал – вдигане на тежести, жени до 63 кг. Медалът е връчен официално през 2017 година, след наказания за допинг на предишните медалистки.
- Тервел Пулев – бронзов медал – бокс, категория до 91 кг.

## Участници

### Бадминтон
- Петя Неделчева [6] – поставена е под номер 15 в схемата на турнира. [7] Отпада след груповата фаза след една победа и две загуби. [8]

### Бокс
- Детелин Далаклиев [9] кат. до 56 kg. След два спечелени мача губи на четвъртфинала от бъдещия шампион Люк Кембъл [10]
- Тервел Пулев [9] кат. до 91 kg. След два спечелени мача губи на полуфинала от бъдещия шампион Олександр Юсик [11]
- Александър Александров [9] кат. до 49 kg. След два спечелени мача губи на четвъртфинала от бъдещия сребърен медалист Каео Понграйун [12]
- Стойка Петрова [9] кат. до 51 kg. Печели първия си мач, но отпада в четвъртфинала от бъдещата шампионка Никола Адамс [13]

### Борба

#### Класически стил
- Иво Ангелов [14] – губи в осминафиналите, участва в репешажите, където отпада във втория кръг. [15]
- Елис Гури [14] – губи в четвъртфиналите. [15]
- Александър Костадинов [14] – губи в първия мач и отпада. [15]
- Христо Маринов [14] – губи в първия мач и отпада. [15]

Преди началото на състезанията очакванията са за спечелване на медали 
За първи път след Игрите в Атланта през 1996 г. България не печели нито един медал от състезанията по борба класически стил. 

#### Свободен стил
- Леонид Базан – губи в осминафинала [17]
- Анатолий Гуйдя – губи в предварителния кръг [17]
- Кирил Терзиев – губи в полуфиналния репешаж [17]
- Радослав Великов – губи във финала на репешажа [17]
- Станка Златева [14] – печели сребърен медал в категория до 72 кг. [18]

### Вдигане на тежести
- Милка Манева [19] – заема 5-о място в категория до 63 кг. [20], но получава сребърен медал през 2017 година, поради наказания за допинг на предишните медалистки
- Иван Марков [19] – заема 5-о място в категория до 85 кг. [21]

### Ветроходство
- Йоан Колев (уиндсърф) [22] – завършва на 26-о място. [23]
- Ирина Константинова-Бонтемп (уиндсърф) [22] – завършва на 22-ро място. [24]

### Волейбол
Националният отбор по волейбол на България завършва на четвърто място в олимпийския турнир.  Георги Братоев печели наградата за най-добър разпределител в турнира.
Участници са
- Георги Братоев [27]
- Тодор Скримов [27]
- Добромир Димитров [27]
- Валентин Братоев [27]
- Владимир Николов [27]
- Виктор Йосифов [27]
- Теодор Салпаров [27]
- Тодор Алексиев [27]
- Николай Пенчев [27]
- Николай Николов [27]
- Цветан Соколов [27]

### Джудо
- Мартин Иванов [9] – губи в първата си битка и отпада от надпреварата. [7]

### Кану-каяк
- Мирослав Кирчев (1000m едноместен каяк) – завършва на 11-о място[17]

### Колоездене
- Данаил Петров  – 40-о място на 250 км по шосе. [17]
- Спас Гюров [9] – отказва се в осмата обиколка на 250 км по шосе. [17]

### Лека атлетика
- Андриана Бънова (троен скок)[28] – дебютира в тройния скок на олимпиада и отпада в квалификацията за финала. [29]
- Силвия Дънекова (3000m с препятствия) [28] – завършва на 38-о място с време 9:59.52 минути [30].
- Георги Иванов (тласкане на гюле) [28] – заема 22-ро място в крайното класиране и отпада в квалификацията. [31]
- Ивет Лалова – достига полуфинал на 100m и 200m) [17]
- Радослава Мавродиева (тласкане на гюле) – отпада с три неуспешни опита. [17]
- Виктор Нинов (висок скок) – завършва на 28-о място с 2,16 метра. [17]
- Ваня Стамболова – не завършва четвъртфинала на 400m с препятствия [17]
- Венелина Венева (висок скок) – отпада в квалификацията с резултат 1,85 m [17]

### Плуване
- Екатерина Аврамова [32] – класира се на 31-во място на 100 м гръб. [7]
- Венцислав Айдарски [32] – завършва на пето място в серията си на 1500 метра с време 15:34,86 и не се класира за финала [33].
- Нина Рангелова [32] – класира се на 23-то място на 400 м свободен стил с национален рекорд от 4:11.71 минути [7], на 19-о място на 200 м свободен стил с национален рекорд от 1:59.21 минути. [34] и на 24-то място на 100 м свободен стил с национален рекорд 55.52. [35]
- Петър Стойчев [32] – класира се на девето място в плувния маратон на 10 км. [2]

### Спортна гимнастика
- Йордан Йовчев [1] – завършва седми на халки.[36]
- Ралица Милева [37]  – завършва на 56-о място в индивидуалния петобой. [7]

### Спортна стрелба
- Антоанета Бонева [38] – дебютира на олимпийски игри [39] и завършва на 9-о място на 10 метра пистолет [40], на точка от осмото място, даващо право на участие във финала. [7]
- Мария Гроздева [38] – завършва на 24-то място на 10 метра пистолет и на 9-о място на 25 метра пистолет. [40][17]
- Петя Луканова – завършва на 40-о място на 10 метра пневматична пушка и на 30-о място на 50 метра пушка от три позиции. [17]
- Антон Ризов [38] – завършва на 22-ро място на 10 метра въздушна пушка [41], на 42-ро място и на 25 метра въздушна пушка [42] и на 24-то място на 50 метра пушка от три позиции [17].

### Стрелба с лък
- Явор Христов [43] – второ участие след Атина 2004, където завършва 28-и. Явор Христов заема 35-о място след квалификациите на лък в Лондон, статия в Дневник.БГ от 27 юли 2012 г.]

### Тенис
- Григор Димитров [44] – Побеждава Лукаш Кубот в първия кръг с 6-3, 7-6. Във втория отпада от Жил Симон с 3-6, 3-6.[45]
- Цветана Пиронкова [44] – В първия кръг побеждава поставената под номер 12 Доминика Цибулкова със 7-6, 6-2. Във втория отпада от Флавия Пенета с 3-6, 3-6.[46]

### Фехтовка
- Маргарита Чомакова – отпада в първия рунд (1/16-финал). [17]

### Художествена гимнастика
Ансамбълът по художествена гимнастика завършва на шесто място. 
- Ренета Камберова [47]
- Михаела Маевска [47]
- Цветелина Найденова [47]
- Елена Тодорова [47]
- Християна Тодорова [47]
- Катрин Велкова [47]
- Силвия Митева [47]